# Anna Kárász
Anna Kárász (Dunaújváros, 20 de setembro de 1991) é uma canoísta húngara, campeã olímpica.

## Carreira
Kárász conquistou a medalha de ouro nos Jogos Olímpicos de Verão de 2020 em Tóquio na prova de K-4 500 m feminino, ao lado de Danuta Kozák, Tamara Csipes e Dóra Bodonyi, com o tempo de 1:35.463 minuto.